# 薩摩鶴田駅
薩摩鶴田駅（さつまつるだえき）は、かつて鹿児島県薩摩郡鶴田町（現・さつま町）鶴田に設置されていた、日本国有鉄道（国鉄）宮之城線の駅（廃駅）である。
当駅は、通学や通勤の足としてはもちろん、鶴田ダム建設のための資材輸送にも活躍した。しかし、急激な自動車社会への移行により利用者は徐々に少なくなり、1987年（昭和62年）1月10日、宮之城線の廃止に伴い廃駅となった。

## 歴史
- 1934年（昭和9年）7月8日：宮之城 - 当駅間開業に伴い、終着駅として開業[1]。
- 1935年（昭和10年）6月9日：当駅 - 薩摩永野間開業に伴い、中間駅となる。
- 1961年（昭和36年）：鶴田ダムの建設工事が始まり、九州地方建設局の専用側線が設置される[2]。
- 1964年（昭和39年）：鶴田ダムの建設工事が終了し、九州地方建設局の専用側線が廃止される[2]。
- 1971年（昭和46年）1月8日：貨物営業廃止[2]。
- 1984年（昭和59年）2月1日：荷物扱い廃止[3]。
- 1985年（昭和60年）3月14日：無人駅化[4]。
- 1987年（昭和62年）1月10日：宮之城線の全線廃止に伴い、廃駅となる[3]。

## 駅構造
営業末期は相対式ホーム2面2線と木造駅舎を有していたが、無人駅化後は閉塞廃止により、駅舎側のホーム1面1線のみを使用していた。

## 利用状況
以下に年間の乗降人数および貨物発着量を示す。
| 年度               | 乗降客数（人） | 乗降客数（人） | 貨物取扱量（t） | 貨物取扱量（t） |
| 年度               | 乗車人員       | 降車人員       | 発送量          | 到着量          |
| ------------------ | -------------- | -------------- | --------------- | --------------- |
| 1935年（昭和10年） | 17,991         | 16,038         | 4,178           | 746             |
| 1940年（昭和15年） | 37,360         | 35,830         | 7,357           | 2,167           |
| 1963年（昭和38年） | 34,443         | 35,896         | 11,571          | 182,177         |
| 1970年（昭和45年） | 85,345         | 85,345         | 2,418           | 1,331           |
| 1975年（昭和50年） | 56,327         | 56,327         | -               | -               |
| 1977年（昭和52年） | 50,768         | 50,768         | -               | -               |

## 廃止後の状況
廃止後は鶴田鉄道記念館が建設され、自由に館内を見学することができる。また、駅跡地周辺は鶴田駅ニュータウンとして住宅地化されている。

## 隣の駅
日本国有鉄道
宮之城線
薩摩湯田駅 - 薩摩鶴田駅 - 薩摩求名駅